# 牧美也子
牧 美也子（まき みやこ、Miyako Maki、女性、1935年〈昭和10年〉7月29日 - ）は、日本の漫画家。日本漫画家協会の元参与。夫は同じく漫画家で『銀河鉄道999』などで知られる松本零士。

## 略歴
兵庫県神戸市出身。大阪府立高津高等学校卒業（6期生）。
1957年（昭和32年）『母恋いワルツ』でデビュー。1960年代初めは『りぼん』（集英社）、1963年創刊の『マーガレット』（集英社）や『少女フレンド』（講談社）などで活躍の後、レディースコミックに転向。
近年は、女性週刊誌・青年誌などに『悪女聖書（あくじょばいぶる）』（原作：池田悦子）など官能的な漫画作品を連載し、ドラマ化された作品もある。また、タカラの人気着せ替え人形、初代リカちゃんのイラストも描いている。

## 人物
高津高校を卒業後に銀行に就職。実家の卸問屋（本の卸問屋）が人手不足のため銀行を辞めて手伝ううち漫画に興味を持つようになり、実際に描き始めデビューした。
1961年に漫画家の松本零士と結婚。1988年小学館漫画賞受賞。

## 代表作
- 緋紋の女（原作：池田悦子） 全2巻 ※第3回・1974年日本漫画家協会賞優秀賞
- 星座の女 全2巻  ※モントリオール国際コミックサロンコンテスト第1位
- 源氏物語 全6巻  ※第34回・1988年小学館漫画賞
- 天女たちの夜
- 真昼・ららばい
- 失楽園 全1巻
- 悪女伝説
- 悪女聖書（原作：池田悦子）
- 化の物語（原作：池田悦子）
- 恋人岬（原作：梶原一騎）
- マキの口笛　全3巻
- 好色五人女（原作：井原西鶴）中央公論社「マンガ日本の古典」24巻

## アシスタント
- 千之ナイフ